# Escándalo por el robo de señas de los Houston Astros

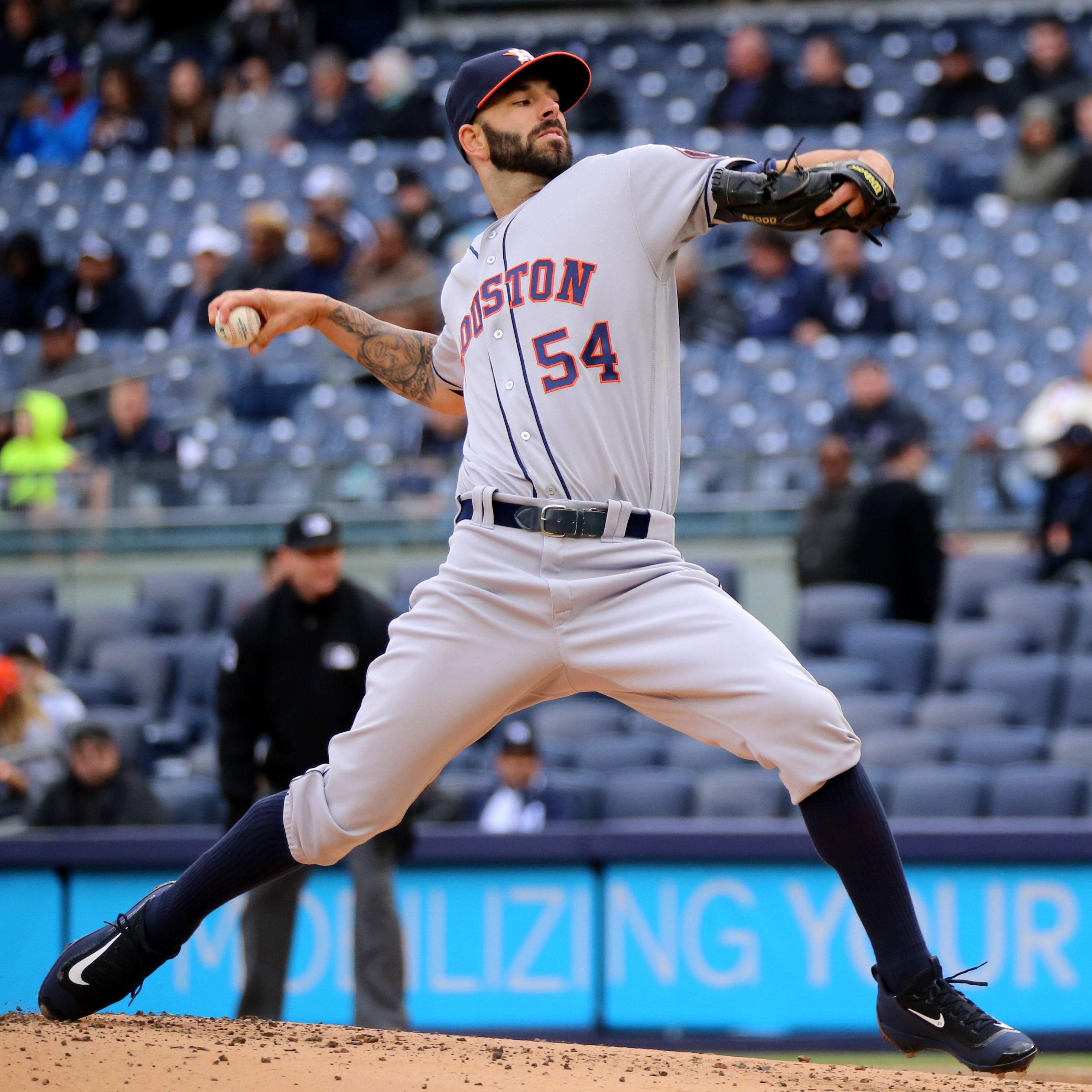
Mike Fiers, fotografiado aquí con los Astros en 2016, sacó a la luz el escándalo en una entrevista con periodistas en The Athletic.

El escándalo por el robo de señas de los Houston Astros se refiere a una serie de incidentes en el que los miembros de la organización de béisbol de los Houston Astros robaron señas de equipos contrarios a través de medios que violan las reglas de las Grandes Ligas (MLB). La historia fue reportada en principio por los periodistas Ken Rosenthal y Evan Drelich en The Athletic. Mike Fiers, un lanzador que jugó para los Astros en 2017, le confeso a The Athletic que los Astros usaron una cámara de video en el jardín central para robar las señas de los equipos contrarios. La investigación de la MLB confirmó que los Astros usaron ilegalmente un sistema de vídeo para robar señas durante la temporada regular y la postemporada de 2017, año durante el cual ganaron la Serie Mundial, así como en parte de la temporada de 2018.
Como resultado, los Astros fueron multados con 5 millones de dólares y perdieron sus selecciones de primera y segunda ronda en los sorteos de 2020 y 2021. El gerente general Jeff Luhnow y el mánager A. J. Hinch fueron suspendidos por toda la temporada 2020 por no evitar las violaciones de las reglas. Posteriormente, los Astros despidieron a Luhnow y Hinch el día en que se anunciaron sus suspensiones. La investigación de la MLB también determinó que el mánager de los Medias Rojas de Boston, Alex Cora, ayudó a planear el robo de señas de los Astros mientras se desempeñaba como entrenador de banca de Hinch en 2017. Cora fue despedido por Boston al día siguiente.
Las sanciones fueron las más severas que la MLB ha emitido contra un equipo de béisbol y se encuentran entre las más duras aplicadas por mala conducta en el juego en la historia de este deporte.